# Hanna Banaszak

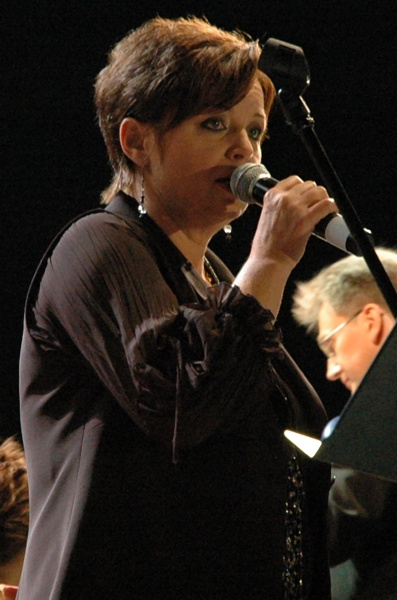
Banaszak (2007)

Hanna Banaszak (ur. 24 kwietnia 1957 w Poznaniu) – polska wokalistka, piosenkarka, kompozytorka i autorka tekstów piosenek, a także autorka tomiku wierszy i fotografka. Wykonuje piosenki, pieśni, standardy muzyki jazzowej i muzykę klasyczną.

## Życiorys
Na początku lat 70. XX w. śpiewała w lokalnym amatorskim zespole, a także w duecie z gitarzystą i wokalistą Piotrem Żurowskim (jako duet „Hanna i Piotr”). Jako solistka zadebiutowała w 1976 na koncercie „Debiutów” podczas XIV Krajowego Festiwalu Piosenki Polskiej w Opolu.
W latach 1977–1979 współpracowała z zespołem jazzowym Sami Swoi, z którym koncertowała w Polsce i Europie i wystąpiła na wielu ogólnopolskich i zagranicznych festiwalach, m.in. na Jazz nad Odrą we Wrocławiu, Old Jazz Meeting w Warszawie, Jazztage w Hanowerze i na festiwalu jazzowym w Mönchengladbach, na którym otrzymali pierwszą nagrodę.
Odkąd rozpoczęła karierę solową, współpracowała z takimi autorami i kompozytorami jak: Jeremi Przybora, Jerzy Wasowski, Jerzy Matuszkiewicz, Zbigniew Preisner, Jan Kanty Pawluśkiewicz, Zbigniew Górny, Andrzej Trzaskowski, Jerzy Satanowski, Jonasz Kofta, Janusz Strobel, Mirosław Czyżykiewicz,  czy Wojciech Młynarski.
Użyczyła swego głosu postaci Hanki Ordonówny w filmie Miłość ci wszystko wybaczy (1981). Wystąpiła w filmie Janusza Majewskiego Słona róża (1982), w którym zaśpiewała swój przebój „Tak bym chciała kochać...” w niemieckiej i angielskiej wersji językowej. Zaśpiewała wokalizą arię ze Stabat Mater Vivaldiego w filmie Witolda Leszczyńskiego Siekierezada (1985).
Brała udział w kilku przedsięwzięciach telewizyjnych i scenicznych, takich jak m.in. Nieszpory ludźmierskie Jana Kantego Pawluśkiewicza czy Zanim będziesz u brzegu (spektakl zrealizowany wspólnie z Jerzym Satanowskim i Mirosławem Czyżykiewiczem).

Hanna Banaszak - Swoją interpretacją uwspółcześnia poezję Jana Kochanowskiego

 Wykonuje wiersze m.in. Wisławy Szymborskiej, Stanisława Różewicza, Josifa Brodskiego. Zmierzyła się wokalnie z muzyką m.in. Mozarta, Vivaldiego, Chopina, Chucka Mangione, Chicka Corei, Pata Metheny’ego, Milesa Davisa, Gershwina i Duke’a Ellingtona.
Zrealizowała kilka telewizyjnych recitali, wydała kilkanaście płyt. Poza występami w Polsce, koncertowała w wielu krajach świata (m.in. Stany Zjednoczone, Japonia, Belgia, Holandia, Szwajcaria, Niemcy, Portugalia, Wielka Brytania, Kanada i Malta). Na przestrzeni lat Telewizja Polska wyprodukowała i zrealizowała kilka koncertów artystki, które odbyły się w Teatrze Wielkim w Łodzi, Teatrze Syrena w Warszawie i Teatrze Nowym w Poznaniu. W lipcu 2020 wydała pierwszy w pełni autorski album pt. Stoję na tobie Ziemio.
Aleksander Bardini o Hannie Banaszak: „Chcę zostać przy mojej rzetelnej, głębokiej wdzięczności za to, co Ona robi. Za co? Na przykład za wspaniałą polszczyznę, która tak przeszkadza niektórym ludziom w tym by być współczesnym człowiekiem, Jej nie przeszkadza... Jestem Jej wdzięczny za mój zachwyt nad tym, co bym nazwał gospodarką dźwiękiem... Wdzięczny jestem za niebywały smak i takt w stosowaniu ozdobników muzycznych, które sama wymyśla, i które stają się nie ozdobnikami samymi w sobie, tylko trwałą częścią muzycznej propozycji”.
Jest autorką tomiku wierszy pt. ZAMIENIE SAMOLUBIE na SZCZODRUCHY, wydanego nakładem Oficyny Konfraterni Poetów w Krakowie. Ponad pięćdziesiąt wierszy jest zapisem osobistych przeżyć autorki. W wolnych chwilach fotografuje i pisze wiersze. Zrealizowała trzy autorskie, fotograficzne wystawy.
Jest członkinią stowarzyszenia działającego przy klubie Muzyczna Owczarnia w Jaworkach.

## Wybrane telewizyjne, studyjne recitale
- „O czym marzy dziewczyna”[18]
- „Śpiewać Jazz”[18]
- „Vie privée, czyli... Hanna Banaszak”[18]
- „Telefon zaufania” Telewizja Polska 1981 rok
- „Wołanie Eurydyki” Telewizja Polska 1989 rok
- „Miłość Ci wszystko wyznaczy” Telewizja Polska S.A. 2005 rok[19]
- „Koncert… jakiego nie było” Telewizja Polska S.A. 2006 rok
- „Zanim będziesz u brzegu”[20]

## Wybrane nagrody festiwalowe
- 3. nagroda na Festiwalu Wokalistów Jazzowych w Lublin - 1977 r.[21];
- Nagroda w Konkursie Wytwórni Fonograficznych XIX Międzynarodowy Festiwal Piosenki Sopot 1979;
- Grand Prix – Festiwal Knokke Cup(inne języki) Eurotopstar – Belgia – 1986 r.[22]

## Wyróżnienia
- Minister Kultury i Sztuki Waldemar Dąbrowski uhonorował Hannę Banaszak Medalem Gloria Artis[23].
- Artystka jest także posiadaczką statuetek Wiktora / Wiktory 1988, Bursztynowego Słowika - Jazz'98, Kreatora (2007), Prometeusza[24], Honorowej Statuetki Złotej Tarki[25].
- W 2013 otrzymała nagrodę Polskiego Radia – Honorowy Złoty Mikrofon „za ponadczasową elegancję wykonania, niepowtarzalny styl i dobór repertuaru. Za wyjątkowy głos, którego barwa i ciepło ogrzewają serca najbardziej wymagających słuchaczy”[26].
- W 2014 Prezydent Bronisław Komorowski odznaczył ją Krzyżem Kawalerskim Orderu Odrodzenia Polski[27].

## Dyskografia

### Albumy studyjne
| Summertime                                                    | - Data: 1980 - Wydawca: Pronit, Wifon - Format: LP                                                                    | –  |                    |
| Hanna Banaszak                                                | - Data: 1986 - Wydawca: Polskie Nagrania Muza - Format: LP, CD                                                        | –  |                    |
| Wołanie Eurydyki                                              | - Data: 1991 - Wydawca: Frisco Sound - Format: CD                                                                     | –  |                    |
| Wigilia z Hanną Banaszak                                      | - Data: 10 stycznia 1998 - Wydawca: Agencja Artystyczna MTJ, Koch International Poland - Format: digital download, CD |    |                    |
| Nikt tylko Ty - Echa melodii zapomnianej                      | - Data: 27 marca 2000 - © ℗ Hanna Banaszak - Wydawca: Pomaton EMI, Soliton - Format: digital download, streaming, CD  | 44 |                    |
| BanaszaKofta                                                  | - Data: 10 marca 2008 - © ℗ Hanna Banaszak - Wydawca: Fonografika - Format: streaming, CD                             | 36 | - POL: złota płyta |
| Hanna Banaszak śpiewa piosenki Jerzego Dudusia Matuszkiewicza | - Data: 24 kwietnia 2013 - © ℗ Hanna Banaszak - Wydawca: Fonografika - Format: digital download, streaming, CD        | –  |                    |
| Kolędy                                                        | - Data: 10 listopada 2013 - Wydawca: Soliton - Format: digital download, CD+DVD                                       |    |                    |
| Stoję na tobie Ziemio                                         | - Data: 3 lipca 2020 - © ℗ Hanna Banaszak - Wydawca: Agora Muzyka - Format: digital download, CD                      | 18 |                    |
| „–” album nie był notowany.                                   | |    |                    |

### Albumy koncertowe
| Tytuł                                                            | Dane dot. albumu                                                                 | Pozycja na liście |
| Tytuł                                                            | Dane dot. albumu                                                                 | POL               |
| ---------------------------------------------------------------- | -------------------------------------------------------------------------------- | ----------------- |
| Hanna Banaszak w Studiu Koncertowym im. W. Lutosławskiego – Live | - Data: 19 września 2011 - Wydawca: Polskie Radio - Format: digital download, CD | 23                |

### Kompilacje
| Tytuł                                | Dane dot. albumu                                                      | Certyfikat         |
| ------------------------------------ | --------------------------------------------------------------------- | ------------------ |
| Złota Kolekcja W moim magicznym domu | - Data: 1998 - Wydawca: Pomaton EMI, Warner Music Poland - Format: CD | - POL: złota płyta |

### Współpraca
| Tytuł                                                                   | Dane dot. albumu                                                                                        |
| ----------------------------------------------------------------------- | --- |
| Zanim będziesz u brzegu (oraz Jerzy Satanowski i Mirosław Czyżykiewicz) | - Data: 24 marca 2001 - Wydawca: Polskie Radio - Data: 2006 - Wydawca: TVP - Format: CD, TVP, streaming |

W 2009 wystąpiła gościnnie na płycie TPWC To prawdziwa wolność człowieka w utworze Organizm.

## Wideografia
| Tytuł | Dane dot. albumu                                                        |
| --- | ----------------------------------------------------------------------- |
| Hanna Banaszak – Widowisko artystyczne Telefon zaufania Wołanie Eurydyki Miłość ci wszystko wyznaczy Koncet... jakiego nie było.                  | - Data: 2006-01-01 - Wydawca: Telewizja Polska - Format: DVD, streaming |
| Hanna Banaszak – Live CD&DVD Koncert w Klubie "Pod Pretekstem" Nagranie CD / Poznań 2005 Koncert w Art & Business Club Nagranie DVD / Poznań 2000 | - Data: 2007 - Wydawca: Music Collection Agency - Format: CD&DVD        |